# 向井司郎
向井 司郎（むかい しろう、1930年5月16日 - ）は、日本の経営者。東海証券社長を務めた。

## 経歴
愛知県出身。1953年に名古屋大学経済学部を卒業し、同年に東海証券に入社。1969年11月に取締役に就任し、1975年11月に常務、1979年11月に専務を経て、1983年11月には社長に就任。1994年6月に取締役相談役を経て、1995年6月には相談役に就任。